# St. Märgen
St. Märgen, Sankt Märgen – miejscowość i gmina uzdrowiskowa w Niemczech, w kraju związkowym Badenia-Wirtembergia, w rejencji Fryburg, w regionie Südlicher Oberrhein, w powiecie Breisgau-Hochschwarzwald, wchodzi w skład związku gmin St. Peter. Leży ok. 18 km na wschód od centrum Fryburga Bryzgowijskiego.